# El buque maldito (fanzine)
El Buque Maldito es un fanzine sobre cine fantástico y de terror publicado en España desde el año 2005. La publicación está dirigida por Diego López y sus temas predilectos son el cine fantástico y de terror español e italiano.

## Entrevistas
Se han realizado entrevistas a directores, actores y actrices como Jaume Balagueró, Ruggero Deodato, Jack Taylor, Rob Zombie, María Kosty, Alberto de Martino, Juan Piquer Simón, Paul Naschy, Carlos Aured, Jordi Grau, Eli Roth o José Mojica Marins.

## Colaboradores
Los colaboradores habituales del fanzine son, entre otros, José Luis Salvador Estébenez, Xavi Sánchez Pons o David Pizarro.

## Portada
Desde el número 14 la portada está diseñada por el director de cine Pere Koniec.

## Proyecciones
Entre 2006 y 2013, El Buque Maldito organizó proyecciones de películas de cine fantástico y terror en el Espai Jove Garcilaso de Barcelona. Los pases iban acompañados de coloquios con algunos de los directores como José Ulloa, Sergio Martino, Lamberto Bava o Umberto Lenzi. Tras un paréntesis, en 2015 se empezaron a realizar las proyecciones en la sala Phenomena de Barcelona, con pases de films como No profanar el sueño de los muertos de 1974, Mil gritos tiene la noche de 1982 y Holocausto caníbal de 1980.

## Sello DVD
En febrero de 2013, El Buque Maldito fundó su sello en DVD editando hasta la fecha títulos como:
- Terror caníbal (1981) de Julio Pérez Tabernero
- Morbus (o bon profit) (1983) de Ignasi P. Ferré
- Las flores del miedo (1973) de José María Oliveira[4]
- Espectro (Más allá del fin del mundo) (1978) de Manuel Esteba[5]
- Los muertos, la carne y el diablo (1974) de José María Oliveira[6]